# Karl Mikulaschek
Karl Mikulaschek, též Carl Mikulaschek (30. října 1820 Šternberk – 23. května 1907 Šternberk), byl rakouský politik německé národnosti z Moravy; poslanec Moravského zemského sněmu a starosta Šternberka.

## Biografie
Založil firmu na tkané zboží C. Mikulaschek und Sohn, která se později sloučila do firmy Gröger, Mikulachek und Sohn. Byl veřejně a politicky aktivní. Profiloval se jako německý liberál antiklerikálního zaměření. Dlouhodobě zasedal v obecním zastupitelstvu ve Šternberku a od roku 1870 do roku 1873 byl starostou Šternberka. Získal čestné občanství Šternberka.
V 70. letech se zapojil i do vysoké politiky. V zemských volbách v září 1871 byl zvolen na Moravský zemský sněm, za kurii městskou, obvod Šternberk. Mandát zde obhájil i v zemských volbách v prosinci 1871. Rezignoval roku 1873. Opět byl zvolen v zemských volbách v roce 1878 a zemských volbách v roce 1884. V roce 1871 se uvádí jako kandidát tzv. Ústavní strany, liberálně a centralisticky orientované.
Zemřel v květnu 1907 po dlouhé nemoci ve věku 87 let.